# خط فارسی
زبان فارسی در طول تاریخ به خط‌های گوناگون نوشته شده است امّا پس از ظهور و گسترش اسلام توسط عرب‌ها، در ایران و افغانستان برای نوشتن زبان فارسی بیشتر از خط فارسی استفاده‌شده است
خط‌های دیگری نیز قبل و بعد از اسلام برای زبان فارسی مورد استفاده بوده‌اند که همگی آن‌ها به این شرح هستند:
خط‌های درحال استفاده
- «خط فارسی» با به‌کارگیری الفبای فارسی که مبتنی بر الفبای آرامی است با چند حرفِ اضافه: گ چ پ ژ
- خط تاجیکی که مبتنی بر خط سیریلیک است و تحت استفاده در تاجیکستان
- لاتین‌نویسی فارسی، مورد استفاده در پیامک‌های موبایل و روی پلاک‌های کوچه‌ها و خیابان‌ها

خط‌های فارسی نو آغازین
زبان «فارسیِ نوِ آغازین» در سده‌های نخست پس از اسلام به خط‌های زیر نوشته شده است:
- خط پهلوی/خط اوستایی
- خط عبری
- خط مانوی
- خط سُریانی

خط‌های گونه‌های کهن‌تر زبان فارسی (باستان و میانه)
- خط میخی هخامنشی
- خط پهلوی
- خط مانوی

پیش از حملهٔ عرب‌ها به ایران و ورود اسلام به این کشور، دو خط اوستایی و خط پهلوی بکار گرفته می‌شدند؛ ولی زبان قرآن بر اساس خط کوفی بود و علی بن ابی طالب خود نیز به خط کوفی می‌نوشت.
تا این زمان، قلمروی عرب‌ها از افغانستان و ایران تا سوریه و مصر گسترش یافته بود و غلط‌خوانی‌های زیادی در نامه‌نگاری‌های خلیفه‌ها به وجود می‌آمد. مردم کشورهای دیگر در ادای واژه‌های عربی دچار مشکل بودند تا اینکه در سال ۶۵ هجری، عبدالملک بن مروان در دمشق به خلافت رسید و در نامه‌ای که به حجاج بن یوسف ثقفی خلیفهٔ عراق نوشت، به او گفت که این خط کوفی که ابوالاسود دؤلی طراحی کرده، کفایت نمی‌کند و از حجاج بن یوسف خواست تا خط عربی را بر پایهٔ همین خط کوفی توسعه دهد و ترویج کند.
حجاج کسی بود که به سردارانش دستور داد تا تمام روحانیان دین‌های دیگر و کسانی که به خطی غیر از عربی می‌نویسند را از دم تیغ بگذرانند. آثار این اقدامات حتی از کتاب‌سوزی در ایران نیز پررنگ‌تر بود.
این اقدامات مشکلات زیادی برای زبان سایر کشورها ازجمله پارسی‌زبانان به وجود آورد. عرب‌ها، چهار حرف اصلی را در الفبای خود نداشتند و آن را حروف عجمی می‌نامیدند. سرانجام یک خوش‌نویس به نام خواجه ابولمال، سه نویسهٔ پ ژ و چ را به الفبای عربی اضافه کرد و پس از مدتی، نویسهٔ گ نیز پس از یک فراز و نشیب به شکل کنونی به الفبای فارسی اضافه شد. تعلیق و نستعلیق، دو شیوهٔ خوش‌نویسی از خط عربی هستند که توسط ایرانیان ابداع شدند.
افغانستان و پاکستان نیز بنا بر ناچاری، بین خطوط عربی و فارسی، خط فارسی را برگزیدند. دلیل این امر آن بود که فارسی چند حرف جدید و پرکاربرد در خود داشت. بدین گونه خط فارسی در کشورهای ایران، افغانستان و پاکستان و تاجیکستان به‌عنوان خط رسمی انتخاب شد. در پی تغییر خط در تاجیکستان از سال ۱۳۰۷ (۱۹۲۸ میلادی) به لاتین و بعد خط سیریلیک، خط فارسی در این کشور کنار گذاشته شد. همچنین پس از شکست‌های امپراطوری بیزانس از عرب‌های مسلمان در زمان صدر اسلام، خط‌های باستانی در زیرمجموعه‌های آن امپراطوری نابود و خط عربی جایگزین شده بود. یکی از آن زیرمجموعه‌ها کشور کنونی ترکیه بود که سرانجام در سدهٔ بیستم میلادی مصطفی کمال پاشا دستور داد خط عربی را به خط الفبای ترکی لاتین تغییر دهند.

## الفبای خط فارسی
اساس الفبای فارسی همچون خط عربی از الفبای آرامی و نبطی گرفته شده است. اما الفبای فارسی دارای ویژگی‌هایی است که آن را از خط عربی اندکی متفاوت می‌سازد. شکل بعضی از نویسه‌های خط فارسی با نویسهٔ عربی آن‌ها تفاوت می‌کند. برای مثال «ک» فارسی در حالت پایانی یا تنها با سرکش نوشته می‌شود در حالی که «ك» عربی در این دو حالت بدون سرکش است یا حرف «ی» در عربی به‌صورت «ي» است. تفاوت‌های جزئی دیگری هم وجود دارد.
درحالی که عرب‌ها فاقد چهار حرف اصلی (پ، ژ، گ، چ) هستند، بسیاری از حروف الفبایشان را به گونه‌های متفاوت ادا می‌کنند. امروزه تمام حروف خاص عربی همانند (ظ، ض، ذ) (ص، ث) (غ)، (ح)، (ط)، (همزه، عین ساکن، تنوین‌ها، تشدید، اِعراب و غیره) در خط فارسی هم وجود دارند که نشان می‌دهد ایرانیان در گذشته به نوشتن و کتابت قرآن بسیار اهمیت می‌داده‌اند چرا که این حروف برای واژگان عربی کاربرد دارند.
در جدول زیر حروفی هم دسته قرار داده شده است که از زبان عربی به ایران راه یافته‌اند و ایرانیان تفاوتی در ادای آن‌ها قائل نیستند.
| واج | حروف الفبای عربی                       |
| --- | -------------------------------------- |
| ز   | ز - ظ - ض - ذ (زینب، ظریف، ضامن، ذلیل) |
| س   | س - ص - ث (سپهر، صباء، ثریّا)           |
| ق   | ق - غ (قربانعلی، غلامرضا)              |
| ت   | ت - ط (توفان، طاهر)                    |
| ه   | ه - ح (هومن، حسن)                      |

در الفبای فارسی و عربی بعضی مصوت‌ها معمولاً نوشته نمی‌شوند که این مسئله ممکن است موجب بروز ابهاماتی در فهم کلمه یا جمله شود. برای اکثر این مصوت‌ها علائم اختیاری‌ای به این الفبا اضافه می‌شود که معروفترین آن‌ها فتحه یا زبر (ـَ)، کسره یا زیر (ـِ) و ضمه یا پیش (ـُ) هستند.

## فارسی به خط عبری
کهن‌ترین نوشتهٔ به‌دست‌آمده از زبان فارسی امروزی به خط عبری کتابت شده است. نمونه‌های بسیار کهن دیگری هم از نوشته‌های متعلق به یهودیان فارسی‌زبان به دست آمده است که دارای مختصات گویشی خاص خود است. در زیر، چند خط سندی که احتمالاً متعلق به قرن پنجم هجری است برای نمونه ذکر می‌شود، ابتدا صورت مکتوب آن با تغییر الفبا از عبری به فارسی، و سپس صورت استاندارد فارسی امروزی آن:
اگرت پُرسد کو از چی بی‌شناسی کو نبی‌ای بُوَد
عالَم را و نبی پَ چی کار ابایست تو
پَسوه دِه کو نبی بُوَد عالَم را چی عالَم
را از نبی نی بزیرد…
به فارسی کلاسیک:
اگرت پرسد که از چه بشناسی که پیامبری بُوَد عالم را = [از کجا می‌دانی که پیامبر حقیقت دارد؟]
و پیامبر به چه کار بایست = [و پیامبر به چه درد می‌خورد؟]
تو پاسخ ده که پیامبر بُوَد عالم را = [تو پاسخ بده پیامبر به این دلیل به جهان آمد که]
که از پیامبر نه گزیرست. [که ناگزیر پیامبر باید باشد]

## خط‌های رایج در ایران باستان

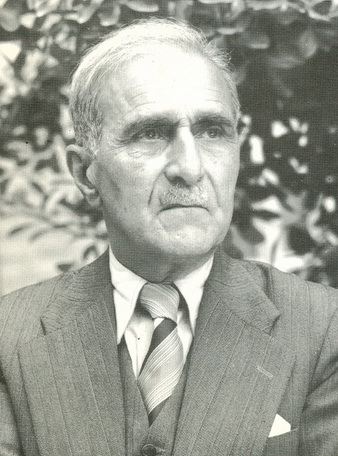
پروفسور ابراهیم پور داوود (زادهٔ ۲۰ بهمن ۱۲۶۴، رشت - مرگ ۲۶ آبان ۱۳۴۷، تهران)

پروفسور ابراهیم پور داوود ایران‌شناس معاصر، اوستاشناس، نخستین مترجم فارسی اوستا و استاد فرهنگ ایران باستان و زبان اوستایی در دانشگاه تهران در ارتباط با خط‌های رایج در ایران باستان در کتاب خود فرهنگ ایران باستان در صفحهٔ ۱۰۲ می‌نویسد:
 خط‌هایی که از زمان کهن در ایران رواج داشته، از خط میخی و آرامی و پهلوی گرفته تا خط اوستایی (دین دبیری) هیچ‌یک بومی این دیار نبوده و همه از مرز و بوم بیگانه و از کشورهای همسایه به این سرزمین رسیده است. خود واژهٔ دبیری که بمعنی نوشته و خط است از لغت‌های عاریتی زبان‌های ایران باستان است که از زبان بابلی سامی بفرس هخامنشی درآمده و از آن زبان به پهلوی رسیده و از پهلوی در فارسی بیادگار مانده است. باید بیاد داشت پیش از آنکه ایرانیان در این سرزمین سر و سامانی گیرند و پادشاهی بزرگی بسر کار آورند، با دو دولت بزرگ و توانای همسایه از سوی مغرب در تماس بودند: یکی از آن‌ها بابل بوده که نخستین پادشاهی آن (۱۹۲۶–۲۲۲۵ ق. م) در حدود بیست وسه سده پیش از میلاد بوجود آمده و دیگر پادشاهی آشور که در حدود سال هزار و هشتصد (۱۸۰۰) در شمال عراق کنونی به دوران رسیده